# Kwintus Cecyliusz Metellus Numidyjski
Quintus Caecilus Metellus Numidicus (ur. ok. 160 p.n.e. – zm. 91 p.n.e.) – członek wpływowego plebejskiego rodu rzymskiego Cecyliuszy, syn Lucjusza Cecyliusza Metellusa Kalwusa, konsula w 142 r. p.n.e.

## Początki kariery
W młodości w Atenach słuchał wykładów filozofa Karneadesa. Zarządzał, prawdopodobnie po preturze, jakąś prowincją dostarczającą do Rzymu zboże. Po tym został oskarżony o wymuszenia i sprzeniewierzenie, ale miał tak doskonałą reputację człowieka stawiającego dobro kraju ponad wszystko, że sąd uniewinnił go, a sędziowie nawet nie chcieli się zapoznać z przedstawianymi księgami rachunkowymi, żeby nie okazać, że mają wątpliwości co do jego prawości.

## Wojna w Numidii
Rok 110 p.n.e. był w wojnie jugurtyńskiej dla Rzymu niepomyślny; armia rzymska pod dowództwem Spuriusza Postumiusza Albinusa została rozbita i konsul został zmuszony do podpisania hańbiącego pokoju. Gdy w 109 r. p.n.e. Metellus został konsulem wraz z Markiem Juniuszem Sylanusem, jemu przypadła w udziale prowincja Numidia i prowadzenie wojny z Jugurtą. Metellusa uważano za człowieka energicznego, cieszącego się nieskazitelną opinią i Rzymianie liczyli na pomyślny obrót spraw w Numidii. Metellus zaraz po objęciu urzędowania całą uwagę skoncentrował na problemie wojny i nie mając zaufania do
dawnego wojska przeprowadził nowy zaciąg, gromadził posiłki, przygotowywał zapasy, wspierany w tych przygotowaniach przez senat
i cały lud. W charakterze legata wojskowego poszedł z nim do Afryki Gajusz Mariusz. Po przybyciu do Afryki przejął dowództwo nad armią o niskim morale i zajął się najpierw przywróceniem dyscypliny i zdolności bojowej]. Jugurta zdecydował się wydać bitwę Rzymianom zastawiając pułapkę na wzgórzach nad rzeką Muthul, gdzie ustawił zasadniczą część swoich sił, a pozostała część piechoty i słonie bojowe pod dowództwem Bomilkara zajęły pozycję nad rzeką. Po całodziennej, chaotycznej bitwie oddziały Metellusa pokonały siły Jugurty, a część wojsk dowodzonych przez legata Publiusza Rutiliusza rozbiła oddział Bomilkara]. Pokonany Jugurta zebrał znowu wojska ale tym razem unikał bitwy prowadząc wojnę partyzancką. Metellus niszczył ziemie nieprzyjaciela i próbował zdobyć ale bez powodzenia miast Zamę. Ostatecznie wycofał się w okolice Kartaginy]. Senat przydzielił mu Numidię jako prokonsulowi. W latach 108-107 pozostał w Numidii w randze prokonsula organizując prowincję i zwalczając partyzantkę Jugurty. Zdobył nawet miast Cyrte i Thalę] ale nie udało mu się pokonać ostatecznie Jugurty. Oskarżano go o celowe przeciąganie wojny, by uzyskać przedłużenie dowództwa. W trakcie tej wojny Mariusz zdobywał coraz większą sławę i poważanie w wojsku i na jego coraz większe ambicje z niechęcią patrzył Metellus. Po długim zwlekaniu zwolnił Mariusza na dwanaście dni przed ostatecznym terminem
zgłaszania kandydatur na konsulów. Mariusz zgłaszając wiele zarzutów pod adresem Metellusa uzyskał konsulat dla siebie, obiecując zakończenie wojny z Jugurtą. Tym samym Mariusz został następcą Metellusa w Numidii i od tego czasu datuje się wrogość między tymi politykami.

## W Rzymie
Metellus stał się przywódcą optymatów a Mariusz przewodził popularom. Metellus po powrocie do Rzymu odbył triumf z tytułu zwycięstw w Numidii i zyskał przydomek (agnomen): Numidyjski (Numidicus). Przyjaźnił się ze znanym retorem i pierwszym filologiem rzymskim Lucjuszem Eliuszem Stilo Prekoninusem. W 102 r. p.n.e. był cenzorem razem ze swoim bratem stryjecznym Gajuszem Cecyliuszem Metellusem Kaprariuszem
. Nie zgodził się na dopisanie do listy obywateli, niejakiego Kwintusa podającego się za syna Tyberiusza Grachusa. Próbował usunąć z senatu Lucjusza Apulejusza Saturnina, trybuna ludowego w roku 103 i 100 p.n.e. i Serwiliusza Glaucję trybuna w 109 p.n.e., wybitnych działaczy stronnictwa popularów. Nie zgodził się jednak na to drugi cenzor Metellus Kaprariusz. W 100 r. p.n.e. Saturninusa i Glaucja z zemsty przeprowadzili plan obalenia Metellusa, wsparci przez Mariusza, nienawidzącego go zarówno na gruncie prywatnym jak i politycznym, który uzyskał na ten rok swój szósty konsulat. Saturninus, który po zamordowaniu swojego kontrkandydata Noniusza, objął stanowisko trybuna ludowego, przeprowadził uchwalenie ustawy agrarnej, przewidującej podział ziemi (ager publicus) zdobytej na Cymbrach, do której dodał klauzulę zobowiązującą senat do zaprzysiężenia posłuszeństwa jej postanowieniom. Kto by zaś takiej przysięgi nie złożył miał zostać usunięty z senatu i obłożony grzywną 20 talentów. Wciągając w pułapkę Metellusa, Mariusz na posiedzeniu senatu oświadczył, że nie zgadza się na przysięgę, to samo zapewnienie, że nie będzie przysięgał, złożył Metellus. Gdy jednak po kilku dniach senatorowie zostali wezwani przed rostra do potwierdzeni ustawy, Mariusz jako pierwszy złożył przysięgę. Optymaci znaleźli się w położeniu upokarzającym. przysięgli jednak potem wszyscy po kolei z obawy przed ludem prócz jednego tylko Metellusa. Ten bowiem mimo nalegań i próśb ze strony przyjaciół, nie odstąpił od swej decyzji i nie przysiągł. Saturninus pozwał go za to do odpowiedzialności sądowej.

## Na wygnaniu
Bronili Metellusa optymaci, ale on nie chcąc być przyczyną walk wewnętrznych dobrowolnie usunął się na wygnanie na Rodos i Smyrnę. A wyrok formalny o wygnaniu przeprowadzili, już po tym usunięciu się Metellusa z Rzymu, Gajusz Mariusz i Saturninusi. W czasie tego wygnania Metellus otrzymywał wiele dowodów uznania i czci. Sam na Rodos oddawał się
naukom filozoficznym. Wrócił dzięki usilnym staraniom swojego syna, Metellusa Piusa na mocy ustawy wniesionej przez trybuna Kalidiusza wśród objawów olbrzymiej sympatii ze strony całego miasta. O sile charakteru i umiarkowaniu Metellusa, jednakowym zachowaniu wobec dobrych i złych obrotów fortuny świadczy reakcja na pismo informujące go, że senat i lud rzymski jednomyślnie zgadzają się na jego powrót. Otrzymał ten list w trakcie publicznego spektaklu w mieście Tralles, ale ani nie wyszedł przed końcem przedstawienia ani nie zdradził się przed sąsiadami z wielkiej radości. Według legendy, przytoczonej przez Cycerona, zginął otruty przez Kwintusa Wariusza, trybuna ludu w 91 p.n.e. Kwintus Metellus Numidyjski był z pewnością jednym z najbardziej poważanych osobistości swoich czasów, o godnych podziwu osiągnięciach i całe jego życie było pełne mądrości i godności.

## Potomkowie
|                                                 |                                                 |                                                 |                                                 |                                                 |                                                 |  |  | Kwintus Cecyliusz Metellus Numidyjski konsul 109 p.n.e.          |  |  |  |  |  |  |  |                                                                                      |                                                                                      |                                                                                      |                                                                                      |                                                                                      |                                                                                      |  |  |  |  |  |  |  |  |  |  |  |  |  |  |
|                                                 |                                                 |                                                 |                                                 |                                                 |                                                 |  |  |                                                                  |  |  |  |  |  |  |  |                                                                                      |                                                                                      |                                                                                      |                                                                                      |                                                                                      |                                                                                      |  |  |  |  |  |  |  |  |  |  |  |  |  |  |
|                                                 |                                                 |                                                 |                                                 |                                                 |                                                 |  |  | Kwintus Cecyliusz Metellus Pius konsul 80 p.n.e.                 |  |  |  |  |  |  |  |                                                                                      |                                                                                      |                                                                                      |                                                                                      |                                                                                      |                                                                                      |  |  |  |  |  |  |  |  |  |  |  |  |  |  |
|                                                 |                                                 |                                                 |                                                 |                                                 |                                                 |  |  |                                                                  |  |  |  |  |  |  |  |                                                                                      |                                                                                      |                                                                                      |                                                                                      |                                                                                      |                                                                                      |  |  |  |  |  |  |  |  |  |  |  |  |  |  |
|                                                 |                                                 |                                                 |                                                 |                                                 |                                                 |  |  | Kwintus Cecyliusz Metellus Pius Kornelian Scypion Nazyka •Emilia |  |  |  |  |  |  |  |                                                                                      |                                                                                      |                                                                                      |                                                                                      |                                                                                      |                                                                                      |  |  |  |  |  |  |  |  |  |  |  |  |  |  |
|                                                 |                                                 |                                                 |                                                 |                                                 |                                                 |  |  |                                                                  |  |  |  |  |  |  |  |                                                                                      |                                                                                      |                                                                                      |                                                                                      |                                                                                      |                                                                                      |  |  |  |  |  |  |  |  |  |  |  |  |  |  |
|                                                 |                                                 |                                                 |                                                 |                                                 |                                                 |  |  |                                                                  |  |  |  |  |  |  |  |                                                                                      |                                                                                      |                                                                                      |                                                                                      |                                                                                      |                                                                                      |  |  |  |  |  |  |  |  |  |  |  |  |  |  |
| Kwintus Cecyliusz Metellus Scypion zm. 18 letni | Kwintus Cecyliusz Metellus Scypion zm. 18 letni | Kwintus Cecyliusz Metellus Scypion zm. 18 letni | Kwintus Cecyliusz Metellus Scypion zm. 18 letni | Kwintus Cecyliusz Metellus Scypion zm. 18 letni | Kwintus Cecyliusz Metellus Scypion zm. 18 letni |  |  |                                                                  |  |  |  |  |  |  |  | Cecylia Metella Kornelia •1. Publiusz Licyniusz Krassus •2. Gnejusz Pompejusz Wielki | Cecylia Metella Kornelia •1. Publiusz Licyniusz Krassus •2. Gnejusz Pompejusz Wielki | Cecylia Metella Kornelia •1. Publiusz Licyniusz Krassus •2. Gnejusz Pompejusz Wielki | Cecylia Metella Kornelia •1. Publiusz Licyniusz Krassus •2. Gnejusz Pompejusz Wielki | Cecylia Metella Kornelia •1. Publiusz Licyniusz Krassus •2. Gnejusz Pompejusz Wielki | Cecylia Metella Kornelia •1. Publiusz Licyniusz Krassus •2. Gnejusz Pompejusz Wielki |  |  |  |  |  |  |  |  |  |  |  |  |  |  |
| Kwintus Cecyliusz Metellus Scypion zm. 18 letni | Kwintus Cecyliusz Metellus Scypion zm. 18 letni | Kwintus Cecyliusz Metellus Scypion zm. 18 letni | Kwintus Cecyliusz Metellus Scypion zm. 18 letni | Kwintus Cecyliusz Metellus Scypion zm. 18 letni | Kwintus Cecyliusz Metellus Scypion zm. 18 letni |  |  |                                                                  |  |  |  |  |  |  |  | Cecylia Metella Kornelia •1. Publiusz Licyniusz Krassus •2. Gnejusz Pompejusz Wielki | Cecylia Metella Kornelia •1. Publiusz Licyniusz Krassus •2. Gnejusz Pompejusz Wielki | Cecylia Metella Kornelia •1. Publiusz Licyniusz Krassus •2. Gnejusz Pompejusz Wielki | Cecylia Metella Kornelia •1. Publiusz Licyniusz Krassus •2. Gnejusz Pompejusz Wielki | Cecylia Metella Kornelia •1. Publiusz Licyniusz Krassus •2. Gnejusz Pompejusz Wielki | Cecylia Metella Kornelia •1. Publiusz Licyniusz Krassus •2. Gnejusz Pompejusz Wielki |  |  |  |  |  |  |  |  |  |  |  |  |  |  |